# Pro League 2021-2022
La Jupiler Pro League 2021-2022 è stata la 119ª stagione della massima serie del campionato belga di calcio, sponsorizzata dalla Jupiler per il 28º anno consecutivo, iniziata il 23 luglio 2021 e terminata il 22 maggio 2022. Il Club Bruges era la squadra campione in carica che si è confermata in questa stagione vincendo il 18º titolo della sua storia.

## Stagione

### Novità
Dalla stagione precedente sono retrocesse Waasland-Beveren, sconfitta ai play-out e R.E. Mouscron, ultima classificata; invece dalla Proximus League sono state promosse Seraing, vincitore dei play-out, e Union Saint-Gilloise, prima classificata.

### Formula
Questo campionato vede sfidarsi i diciotto migliori club del Belgio in una serie di trentaquattro partite giocate durante il campionato. Al termine della stagione regolare le prime otto squadre classificate sono divise in due livelli di play-off in base alla loro classifica. Le prime quattro sono raggruppate nel girone "Play-off I" ed i loro punti vengono dimezzati. Si incontrano di nuovo due volte (in casa e trasferta): la prima classificata alla fine di questo mini-torneo vince il campionato e si qualifica alla fase a gironi della UEFA Champions League 2022-2023; la squadra seconda classificata accede al terzo turno di qualificazione, mentre la terza classificata guadagna l'accesso al terzo turno di qualificazione della UEFA Europa Conference League 2022-2023. Invece le squadre classificate dal quinto all'ottavo posto sono raggruppate nel girone chiamato "Play-off II" ed i loro punti vengono dimezzati. Le squadre si incontrano due volte (una volta in casa e una in trasferta): la prima classificata nel girone sfida la quarta classificata dei "Play-off I": la vincitrice guadagnerà un posto in Europa Conference League. La penultima classificata disputa uno spareggio con la seconda classificata della Proximus League. L'ultima classificata retrocede direttamente in Proximus League.

## Squadre partecipanti
| Club                 | Città                    | Stadio                         | Stagione precedente                   |
| -------------------- | ------------------------ | ------------------------------ | ------------------------------------- |
| Anderlecht           | Anderlecht (Bruxelles)   | Stadio Constant Vanden Stock   | 4º posto in Pro League                |
| Anversa              | Anversa                  | Bosuilstadion                  | 3º posto in Pro League                |
| Beerschot VA         | Anversa                  | Stadio olimpico                | 9º posto in Pro League                |
| Cercle Bruges        | Bruges                   | Stadio Jan Breydel             | 16º posto in Pro League               |
| Charleroi            | Charleroi                | Stade du Pays de Charleroi     | 13º posto in Pro League               |
| Club Bruges          | Bruges                   | Stadio Jan Breydel             | 1º posto in Pro League                |
| Eupen                | Eupen                    | Kehrwegstadion                 | 12º posto in Pro League               |
| Genk                 | Genk                     | Luminus Arena                  | 2º posto in Pro League                |
| Gent                 | Gand                     | Ghelamco Arena                 | 5º posto in Pro League                |
| Kortrijk             | Courtrai                 | Guldensporenstadion            | 14º posto in Pro League               |
| Malines              | Malines                  | Argosstadion Achter de Kazerne | 6º posto in Pro League                |
| OH Lovanio           | Lovanio                  | Den Dreef                      | 11º posto in Pro League               |
| Ostenda              | Ostenda                  | Versluys Arena                 | 7º posto in Pro League                |
| Seraing              | Seraing                  | Stade du Pairay                | 2º posto in Proximus League, promosso |
| Sint-Truiden         | Sint-Truiden             | Stayen                         | 15º posto in Pro League               |
| Standard Liegi       | Liegi                    | Sclessin Stadion               | 8º posto in Pro League                |
| Union Saint-Gilloise | Saint-Gilles (Bruxelles) | Stade Joseph Marien            | 1º posto in Proximus League, promosso |
| Zulte Waregem        | Waregem                  | Regenboogstadion               | 10º posto in Pro League               |

## Allenatori
| Squadra              | Allenatore                                                                              |
| -------------------- | --------------------------------------------------------------------------------------- |
| Anderlecht           | Vincent Kompany                                                                         |
| Anversa              | Brian Priske                                                                            |
| Beerschot VA         | Peter Maes (fino al 15.09.21) Javier Torrente (fino al 07.02.22) Greg Vanderidt         |
| Cercle Bruges        | Yves Vanderhaeghe (fino al 28.11.21) Dominik Thalhammer                                 |
| Charleroi            | Edward Still                                                                            |
| Club Brugge          | Philippe Clement (fino al 05.01.21) Alfred Schreuder                                    |
| Eupen                | Stefan Krämer (fino al 16.02.22) Mihalis Valkanis                                       |
| Genk                 | John van den Brom (fino al 06.12.21) Bernd Storck                                       |
| Gent                 | Hein Vanhaezebrouck                                                                     |
| Kortrijk             | Luka Elsner (fino al 07.10.21) Karim Belhocine                                          |
| Malines              | Wouter Vrancken                                                                         |
| OH Lovanio           | Marc Brys                                                                               |
| Ostenda              | Alexander Blessin (fino al 19.01.22) Markus Pflanz (fino al 11.02.22) Yves Vanderhaeghe |
| Seraing              | Jordi Condom (fino al 27.12.21) Jean-Louis García                                       |
| Sint-Truiden         | Bernd Hollerbach                                                                        |
| Standard Liegi       | Mbaye Leye (fino al 05.10.21) Luka Elsner                                               |
| Union Saint-Gilloise | Felice Mazzù                                                                            |
| Zulte Waregem        | Francky Dury (fino al 17.12.21) Timmy Simons                                            |

## Stagione regolare

### Classifica finale
|  | Pos. | Squadra              | Pt | G  | V  | N  | P  | GF | GS | DR  |
|  | ---- | -------------------- | -- | -- | -- | -- | -- | -- | -- | --- |
|  | 1.   | Union Saint-Gilloise | 77 | 34 | 24 | 5  | 5  | 78 | 27 | +51 |
|  | 2.   | Club Bruges          | 72 | 34 | 21 | 9  | 4  | 72 | 37 | +35 |
|  | 3.   | Anderlecht           | 64 | 34 | 18 | 10 | 6  | 72 | 36 | +36 |
|  | 4.   | Anversa              | 63 | 34 | 19 | 6  | 9  | 55 | 38 | +17 |
|  | 5.   | Gent                 | 62 | 34 | 18 | 8  | 8  | 56 | 30 | +26 |
|  | 6.   | Charleroi            | 54 | 34 | 15 | 9  | 10 | 55 | 46 | +9  |
|  | 7.   | Malines              | 52 | 34 | 15 | 7  | 12 | 57 | 61 | -4  |
|  | 8.   | Genk                 | 51 | 34 | 15 | 6  | 13 | 66 | 47 | +19 |
|  | 9.   | Sint-Truiden         | 51 | 34 | 15 | 6  | 13 | 42 | 40 | +2  |
|  | 10.  | Cercle Bruges        | 45 | 34 | 12 | 9  | 13 | 49 | 46 | +3  |
|  | 11.  | OH Lovanio           | 41 | 34 | 10 | 11 | 13 | 47 | 58 | -11 |
|  | 12.  | Ostenda              | 37 | 34 | 10 | 7  | 17 | 34 | 61 | -27 |
|  | 13.  | Kortrijk             | 37 | 34 | 9  | 10 | 15 | 43 | 48 | -5  |
|  | 14.  | Standard Liegi       | 36 | 34 | 9  | 9  | 16 | 32 | 51 | -19 |
|  | 15.  | Eupen                | 32 | 34 | 8  | 8  | 18 | 37 | 61 | -24 |
|  | 16.  | Zulte Waregem        | 32 | 34 | 8  | 8  | 18 | 42 | 69 | -27 |
|  | 17.  | Seraing              | 28 | 34 | 8  | 4  | 22 | 30 | 68 | -38 |
|  | 18.  | Beerschot VA         | 16 | 34 | 4  | 4  | 26 | 33 | 76 | -43 |

Legenda:
      Ammesse ai Play-off 1
      Ammesse ai Play-off 2
 Ammessa ai Play-out
      Retrocessa in 1B Pro League 2022-2023
Regolamento:
Tre punti per la vittoria, uno per il pareggio, zero per la sconfitta.
La classifica viene stilata secondo i seguenti criteri:
- Punti conquistati
- Partite vinte
- Differenza reti generale
- Reti totali realizzate
- Reti realizzate fuori casa
- Partite vinte in trasferta
- Spareggio

### Risultati
|                      | And  | Anv  | Bee     | CeB     | Cha     | ClB     | Eup     | Gnk     | Gnt     | Kor     | Mal     | OHL     | Ost     | Ser     | STr     | StL     | USG     | ZWa     |
| -------------------- | ---- | ---- | ------- | ------- | ------- | ------- | ------- | ------- | ------- | ------- | ------- | ------- | ------- | ------- | ------- | ------- | ------- | ------- |
| Anderlecht           | –––– | 2-1  | 4-2     | 0-2     | 4-0     | 1-1     | 4-1     | 2-0     | 1-1     | 1-1     | 7-2     | 2-2     | 3-0     | 3-0     | 2-0     | 1-1     | 1-3     | 3-2     |
| Anversa              | 2-0  | –––– | 2-1     | 1-1     | 3-0     | 1-1     | 4-2     | 4-2     | 1-0     | 0-1     | 1-2     | 2-2     | 3-0     | 2-1     | 1-1     | 2-3     | 0-2     | 1-0     |
| Beerschot VA         | 0-7  | 0-1  | –––– \| | 0-1     | 2-3     | 1-3     | 0-3     | 2-0     | 0-2     | 2-1     | 0-1     | 3-1     | 0-2     | 3-0     | 0-1     | 0-1     | 0-3     | 3-3     |
| Cercle Bruges        | 1-2  | 0-1  | 2-0     | –––– \| | 1-2     | 2-0     | 1-2     | 2-2     | 2-2     | 2-0     | 3-1     | 1-1     | 0-1     | 2-0     | 0-1     | 1-1     | 0-3     | 3-1     |
| Charleroi            | 1-3  | 1-1  | 5-2     | 5-0     | –––– \| | 0-1     | 3-0     | 2-0     | 0-0     | 1-1     | 0-2     | 0-3     | 1-0     | 2-0     | 0-0     | 0-0     | 0-3     | 3-0     |
| Club Bruges          | 2-2  | 4-1  | 3-2     | 1-1     | 2-0     | –––– \| | 2-2     | 3-1     | 1-2     | 2-0     | 2-0     | 1-1     | 3-0     | 3-2     | 2-0     | 2-2     | 0-0     | 3-0     |
| Eupen                | 1-1  | 0-1  | 1-0     | 0-2     | 0-4     | 1-3     | –––– \| | 3-2     | 0-1     | 2-2     | 1-1     | 3-1     | 0-2     | 1-2     | 2-1     | 0-2     | 2-3     | 1-1     |
| Genk                 | 1-0  | 1-1  | 4-1     | 1-1     | 4-2     | 2-3     | 5-0     | –––– \| | 0-3     | 2-0     | 4-1     | 4-0     | 3-4     | 3-0     | 0-1     | 2-0     | 1-1     | 2-0     |
| Gent                 | 1-0  | 0-1  | 2-2     | 2-1     | 2-3     | 6-1     | 2-0     | 1-0     | –––– \| | 2-2     | 2-0     | 5-0     | 1-1     | 4-0     | 2-1     | 3-1     | 0-2     | 2-1     |
| Kortrijk             | 2-3  | 0-2  | 1-1     | 0-2     | 2-2     | 0-1     | 1-1     | 1-2     | 1-0     | –––– \| | 2-2     | 2-1     | 1-0     | 2-0     | 1-3     | 0-1     | 2-3     | 5-0     |
| Malines              | 0-1  | 3-2  | 3-2     | 2-2     | 2-2     | 2-1     | 1-3     | 1-1     | 4-3     | 3-2     | –––– \| | 2-0     | 3-0     | 2-0     | 0-1     | 3-1     | 3-1     | 2-2     |
| OH Lovanio           | 0-0  | 0-1  | 0-0     | 3-2     | 1-1     | 1-4     | 1-4     | 2-1     | 0-1     | 2-1     | 5-0     | –––– \| | 1-0     | 1-3     | 4-1     | 2-1     | 1-4     | 1-1     |
| Ostenda              | 2-2  | 1-2  | 3-1     | 2-1     | 0-3     | 1-3     | 2-1     | 0-4     | 1-0     | 0-2     | 2-4     | 1-3     | –––– \| | 2-2     | 0-0     | 1-0     | 1-7     | 0-2     |
| Seraing              | 0-5  | 0-1  | 2-1     | 2-1     | 1-3     | 0-5     | 0-0     | 0-2     | 0-0     | 0-2     | 1-0     | 1-1     | 2-3     | –––– \| | 2-0     | 0-1     | 0-4     | 5-1     |
| Sint-Truiden         | 2-2  | 2-1  | 3-2     | 1-2     | 0-1     | 1-2     | 2-0     | 1-2     | 2-1     | 0-2     | 1-1     | 2-0     | 1-1     | 3-1     | –––– \| | 3-0     | 1-2     | 1-3     |
| Standard Liegi       | 0-1  | 2-5  | 1-0     | 1-1     | 0-3     | 2-2     | 1-0     | 1-1     | 0-1     | 1-1     | 1-2     | 2-2     | 1-0     | 0-1     | 1-2     | –––– \| | 1-3     | 0-1     |
| Union Saint-Gilloise | 1-0  | 1-2  | 5-0     | 3-2     | 4-0     | 0-1     | 0-0     | 2-1     | 0-0     | 2-0     | 2-0     | 1-3     | 1-1     | 4-2     | 0-1     | 4-0     | –––– \| | 2-1     |
| Zulte Waregem        | 1-2  | 2-1  | 2-0     | 2-4     | 2-2     | 0-4     | 3-0     | 2-6     | 1-2     | 2-2     | 3-2     | 1-1     | 0-0     | 1-0     | 0-2     | 1-2     | 0-2     | –––– \| |

## Seconda fase
Le squadre cominciano la seconda fase con i punti, conquistati nella stagione regolare, dimezzati.

### Play-off I

#### Classifica finale
|                   | Pos. | Squadra              | Pt | G | V | N | P | GF | GS | DR |
| ----------------- | ---- | -------------------- | -- | - | - | - | - | -- | -- | -- |
| Belgio (bandiera) | 1.   | Club Bruges          | 50 | 6 | 4 | 2 | 0 | 8  | 2  | +6 |
|                   | 2.   | Union Saint-Gilloise | 46 | 6 | 2 | 1 | 3 | 5  | 5  | 0  |
|                   | 3.   | Anderlecht           | 40 | 6 | 2 | 2 | 2 | 8  | 7  | +1 |
|                   | 4.   | Anversa              | 36 | 6 | 1 | 1 | 4 | 3  | 10 | -7 |

Legenda:
      Campione del Belgio e ammessa alla UEFA Champions League 2022-2023
      Ammessa alla UEFA Champions League 2022-2023
      Ammessa alla UEFA Europa Conference League 2022-2023
 Ammessa allo Spareggio UEFA Europa Conference League 2022-2023
Regolamento:
Tre punti per la vittoria, uno per il pareggio, zero per la sconfitta.
La classifica viene stilata secondo i seguenti criteri:
- Punti conquistati
- Partite vinte
- Differenza reti generale
- Reti totali realizzate
- Reti realizzate fuori casa
- Partite vinte in trasferta
- Spareggio

#### Risultati
|                      | And  | Anv     | ClB     | USG     |
| -------------------- | ---- | ------- | ------- | ------- |
| Anderlecht           | –––– | 2-1     | 0-0     | 0-2     |
| Anversa              | 0-4  | –––– \| | 1-3     | 0-0     |
| Club Bruges          | 1-1  | 1-0     | –––– \| | 1-0     |
| Union Saint-Gilloise | 3-1  | 0-1     | 0-2     | –––– \| |

### Play-off II

#### Classifica finale
|       | Pos. | Squadra   | Pt | G | V | N | P | GF | GS | DR |
| ----- | ---- | --------- | -- | - | - | - | - | -- | -- | -- |
| [ 3 ] | 1.   | Gent      | 43 | 6 | 4 | 0 | 2 | 9  | 5  | +4 |
|       | 2.   | Genk      | 37 | 6 | 3 | 2 | 1 | 10 | 8  | +2 |
|       | 3.   | Charleroi | 34 | 6 | 2 | 1 | 3 | 10 | 12 | -2 |
|       | 4.   | Malines   | 30 | 6 | 1 | 1 | 4 | 6  | 10 | -4 |

Legenda:
      Ammessa alla UEFA Europa League 2022-2023
Regolamento:
Tre punti per la vittoria, uno per il pareggio, zero per la sconfitta.
La classifica viene stilata secondo i seguenti criteri:
- Punti conquistati
- Partite vinte
- Differenza reti generale
- Reti totali realizzate
- Reti realizzate fuori casa
- Partite vinte in trasferta
- Spareggio

#### Risultati
|           | Cha  | Gnk     | Gnt     | Mal     |
| --------- | ---- | ------- | ------- | ------- |
| Charleroi | –––– | 2-2     | 1-3     | 3-2     |
| Genk      | 3-2  | –––– \| | 0-2     | 4-2     |
| Gent      | 1-2  | 0-1     | –––– \| | 1-0     |
| Malines   | 1-0  | 0-0     | 1-2     | –––– \| |

### Spareggio Europa Conference League
Le squadre quarta e prima classificate, rispettivamente nei Play-off e nei Play-off Europa Conference League, giocano uno spareggio per la qualificazione al secondo turno di qualificazione della UEFA Europa Conference League 2022-2023. Non disputato in quanto il Gent ha ottenuto la qualificazione vincendo la Coppa del Belgio 2021-2022.

### Play-out
La squadra diciassettesima classificata sfida, in gare di andata e ritorno, la seconda classificata della Division 1B 2021-2022.
|         | Risultati |         | Luogo e data                         |
| ------- | --------- | ------- | ------------------------------------ |
| RWDM47  | 0 - 1     | Seraing | Molenbeek-Saint-Jean, 23 aprile 2022 |
| Seraing | 0 - 0     | RWDM47  | Seraing, 30 aprile 2022              |
|         |           |         |                                      |

## Statistiche

### Individuali

#### Classifica marcatori
| Gol |  |  | Giocatore            | Squadra              |
| --- |  |  | -------------------- | -------------------- |
| 26  |  |  | Deniz Undav          | Union Saint-Gilloise |
| 24  |  |  | Michael Frey         | Anversa              |
| 21  |  |  | Tarik Tissoudali     | Gent                 |
| 21  |  |  | Paul Onuachu         | Genk                 |
| 17  |  |  | Jelle Vossen         | Zulte Waregem        |
| 16  |  |  | Joshua Zirkzee       | Anderlecht           |
| 15  |  |  | Nikola Storm         | Malines              |
| 14  |  |  | Dante Vanzeir        | Union Saint-Gilloise |
| 14  |  |  | Charles De Ketelaere | Club Bruges          |
| 13  |  |  | Shamar Nicholson     | Charleroi            |